# James Hanson
Pour les articles homonymes, voir Hanson.

a Compétitions nationales et continentales officielles uniquement.

b Matchs officiels uniquement.
Dernière mise à jour le 18 août 2022.
James Hanson, né le 15 septembre 1988 à Brisbane, est un joueur australien de rugby à XV qui évolue au poste de talonneur. Il joue avec l'équipe d'Australie entre 2012 et 2016. Il mesure 1,83 m pour 104 kg.

## Carrière

### En club
James Hanson commence sa carrière professionnelle à 18 ans en 2007 avec l'équipe des Melbourne Rebels qui dispute alors l'ARC lors de sa seule édition.
Il évolue avec la province néo-zélandaise de North Harbour lors du NPC 2009.
En 2010 il fait ses débuts en Super Rugby avec la franchise des Queensland Reds. Il y évolue cinq saisons avant de rejoindre en 2016 les Melbourne Rebels.
En novembre 2017, il signe un contrat court avec le club anglais des Gloucester, qui évolue en Premiership. Alors qu'il doit initialement rester au club jusqu'au la fin de l'année 2017 avant de retourner disputer le Super Rugby, il est finalement libéré par les Rebels et prolonge son contrat avec Gloucester.
Au cours de sa troisième saison avec Gloucester, il décide de quitter le club en janvier 2021 pour retourner en Australie. Il s'engage dans la foulée avec son ancienne équipe des Melbourne Rebels pour un contrat d'une saison. Après une saison où il joue douze rencontres, il prolonge son contrat pour une saison supplémentaire,. Au terme de sa deuxième saison, il n'est pas conservé et quitte le club.

### En équipe nationale
James Hanson joue avec la sélection scolaire australienne (en) en 2005.
Il joue ensuite avec l'équipe des moins de 19 ans lors des Coupes du monde 2006 et 2007, et avec les moins de 20 ans lors du championnat du monde junior 2008.
Il obtient sa première cape internationale avec l'équipe d'Australie le 20 octobre 2012 à l’occasion d’un match contre l'équipe de Nouvelle-Zélande à Brisbane.
À l'origine pas retenu, il participe finalement à la coupe du monde 2015, où il remplace le troisième ligne Wycliff Palu blessé. Il ne joue cependant aucun match.

## Palmarès

### En club
- Vainqueur du Super Rugby en 2011 avec les Reds.

### En équipe nationale
Au 20 février 2019, James Hanson compte 12 sélections avec les Wallabies.
Parmi ces sélections, il compte cinq sélections en Rugby Championship  où il participe à deux éditions, en 2014 et 2016.